# Charles Melville Dewey
Ne doit pas être confondu avec Melvil Dewey.
Pour les articles homonymes, voir Dewey et Melville.
Charles Melville Dewey, né en 1849 à Lowville dans l'état de New York et décédé le 17 janvier 1937 à New York dans le même état aux États-Unis, est un peintre tonaliste américain, spécialisé dans la peinture de paysage.

## Biographie
Charles Melville Dewey naît à Lowville dans le comté de Lewis dans l'état de New York en 1849. Fils d'une famille d'agriculteurs, il est confiné dans son lit de la douzième à la dix-septième année de sa vie à cause d'une maladie de la hanche et il passe alors ce temps à lire et à développer son intérêt pour l’art. De 1869 à 1876, il fréquente par intermittence l'académie américaine des beaux-arts et travaille un temps comme concierge pour payer ses études. Il s'installe ensuite à Paris ou il étudie durant deux ans auprès du peintre français Carolus-Duran.
En 1878, il revint à New York ou il ouvre son propre atelier et propose des cours de peinture. En 1881, il devient membre de la Society of American Artists (en). En 1886, en couple avec l'une de ses étudiantes, Julia Henshaw, il déménage son studio à l'hôtel Chelsea et y restera jusqu'à la fin de sa vie. Au cours de sa carrière, il se spécialise dans la peinture des paysages de l'état de New York et des états voisins, dans un style tonaliste classique ou il s'illustre dans la représentation des paysages ruraux de la région, saisissant de manière admirable les variations des saisons sur ces toiles et captant à merveille les tons atténués et les dégradés lumineux des levers et couchers de soleil et des soirées au clair de lune propre à ces lieux. En 1893, il participe à l'exposition universelle de Chicago. En 1901, il obtient une médaille lors de l'exposition Pan-américaine de Buffalo, suivi d'une seconde en 1904 lors de l'exposition universelle de Saint-Louis dans le Missouri.
Il décède en 1937 à New York.
Ces œuvres sont notamment visibles ou conservées au Brooklyn Museum et au Metropolitan Museum of Art de New York, à la Pennsylvania Academy of the Fine Arts de Philadelphie, à la National Gallery of Art et au Smithsonian American Art Museum de Washington, au Lauren Rogers Museum of Art (en) de Laurel et à l'Akron Art Museum d'Akron.

## Œuvres

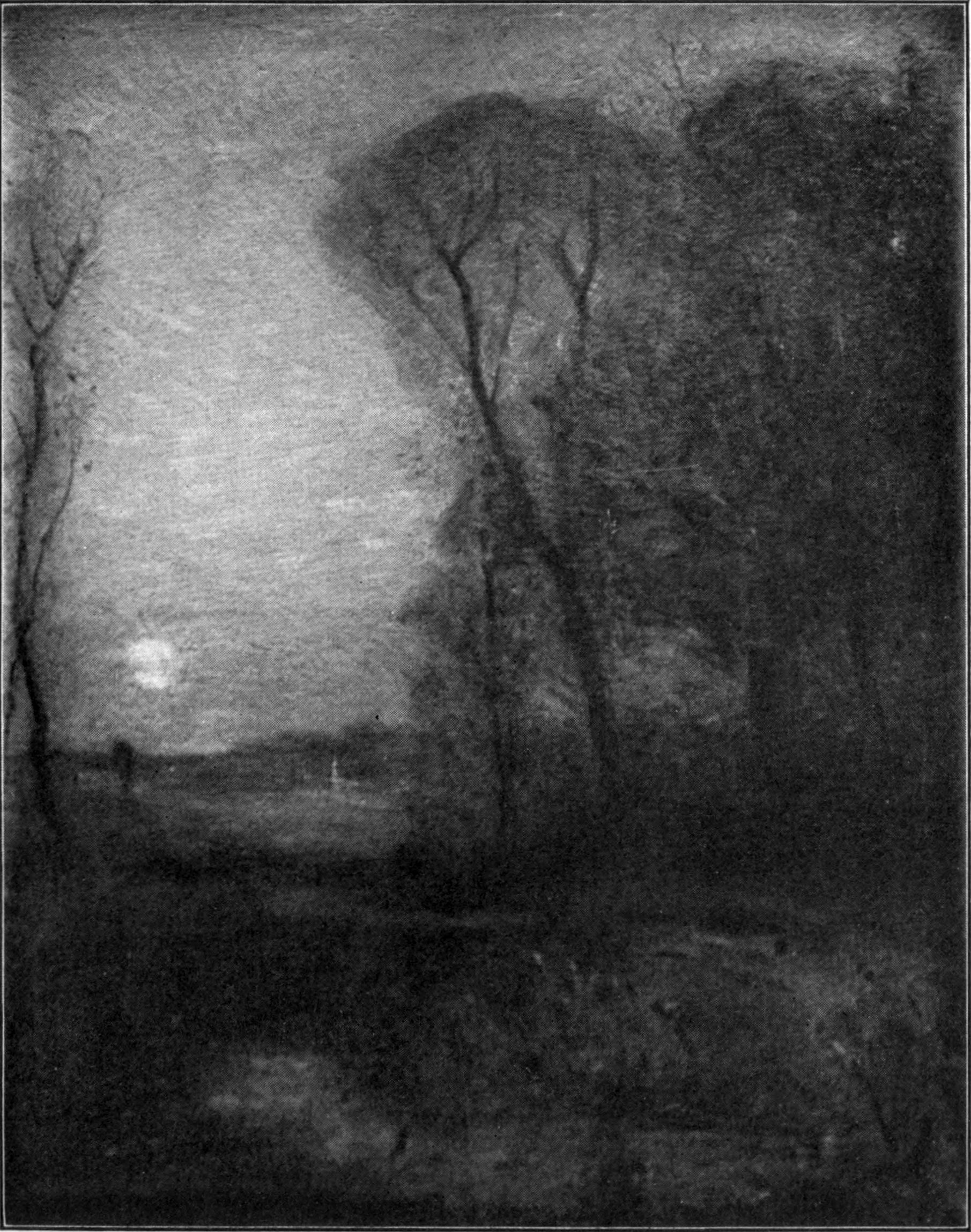
October Evening, 1909
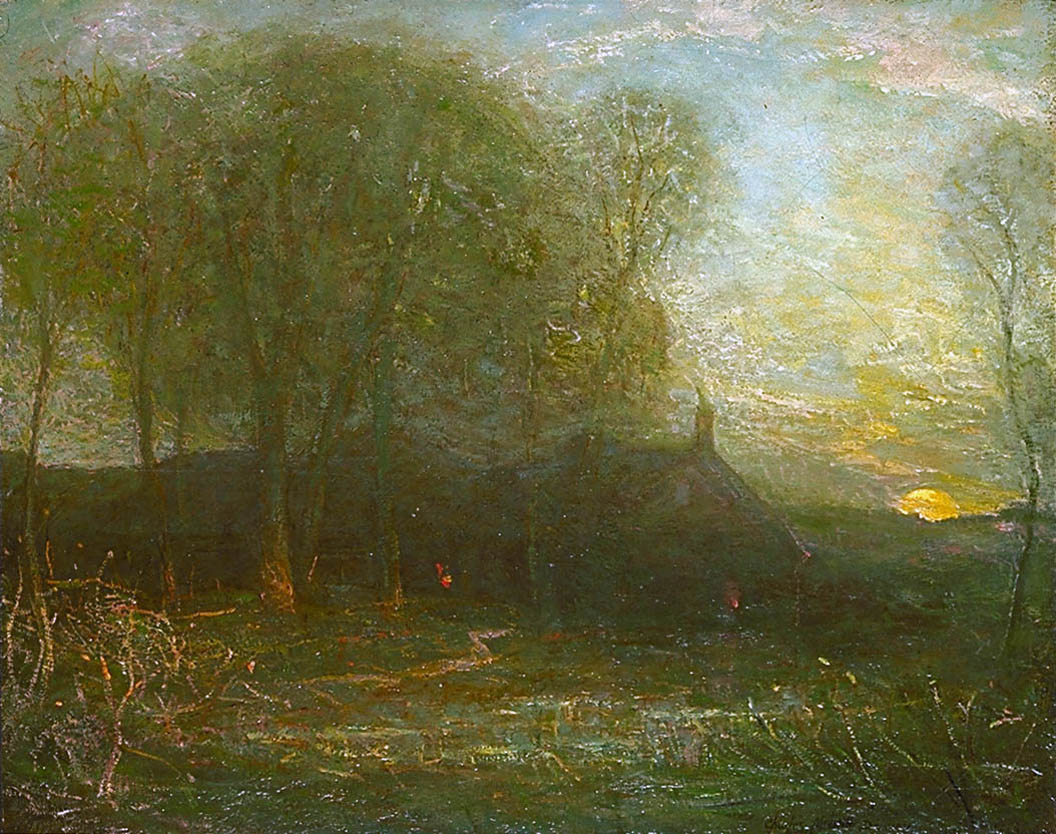
The Harvest Moon, vers 1908, Smithsonian American Art Museum
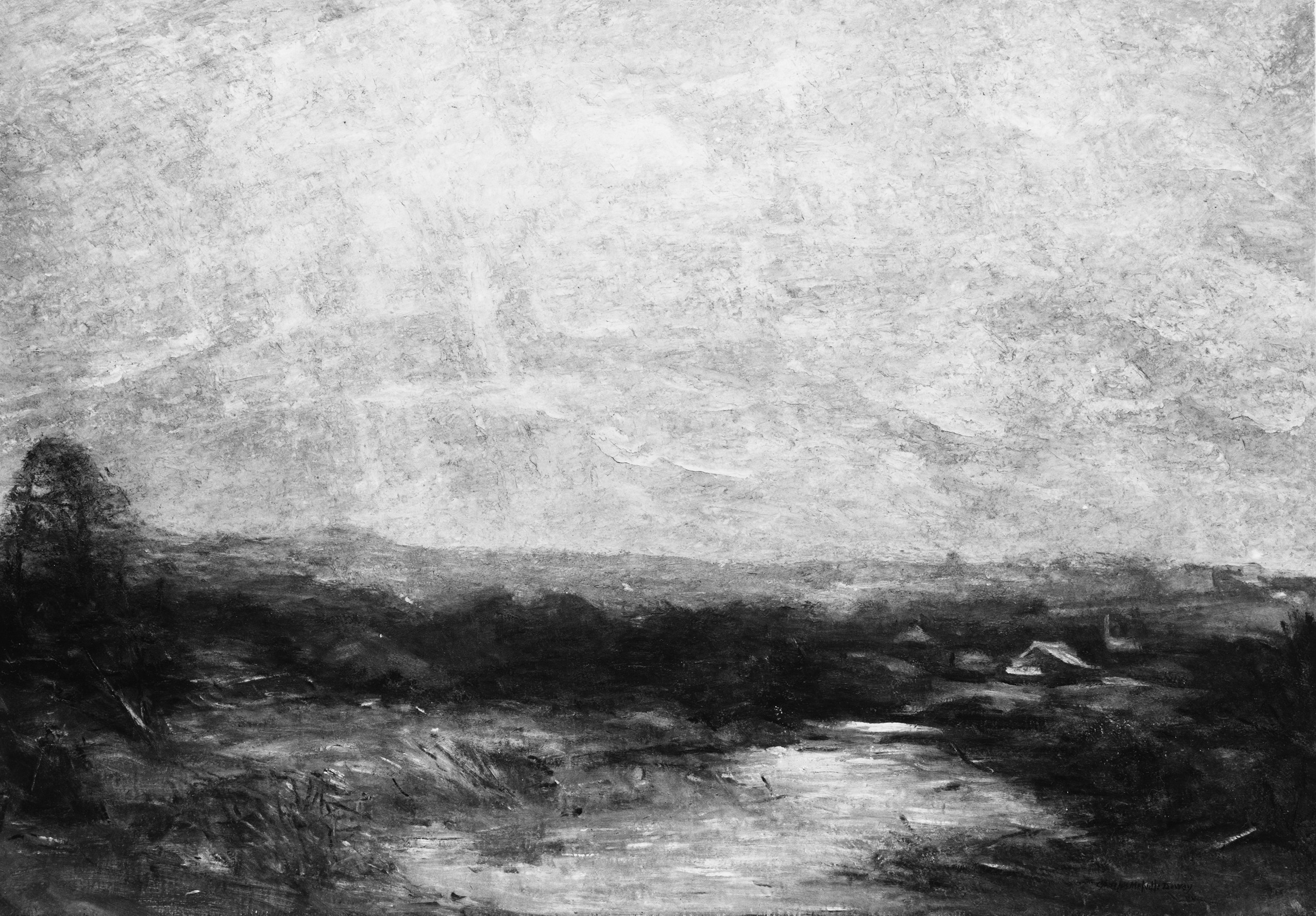
Sun Shower, vers 1912, Metropolitan Museum of Art
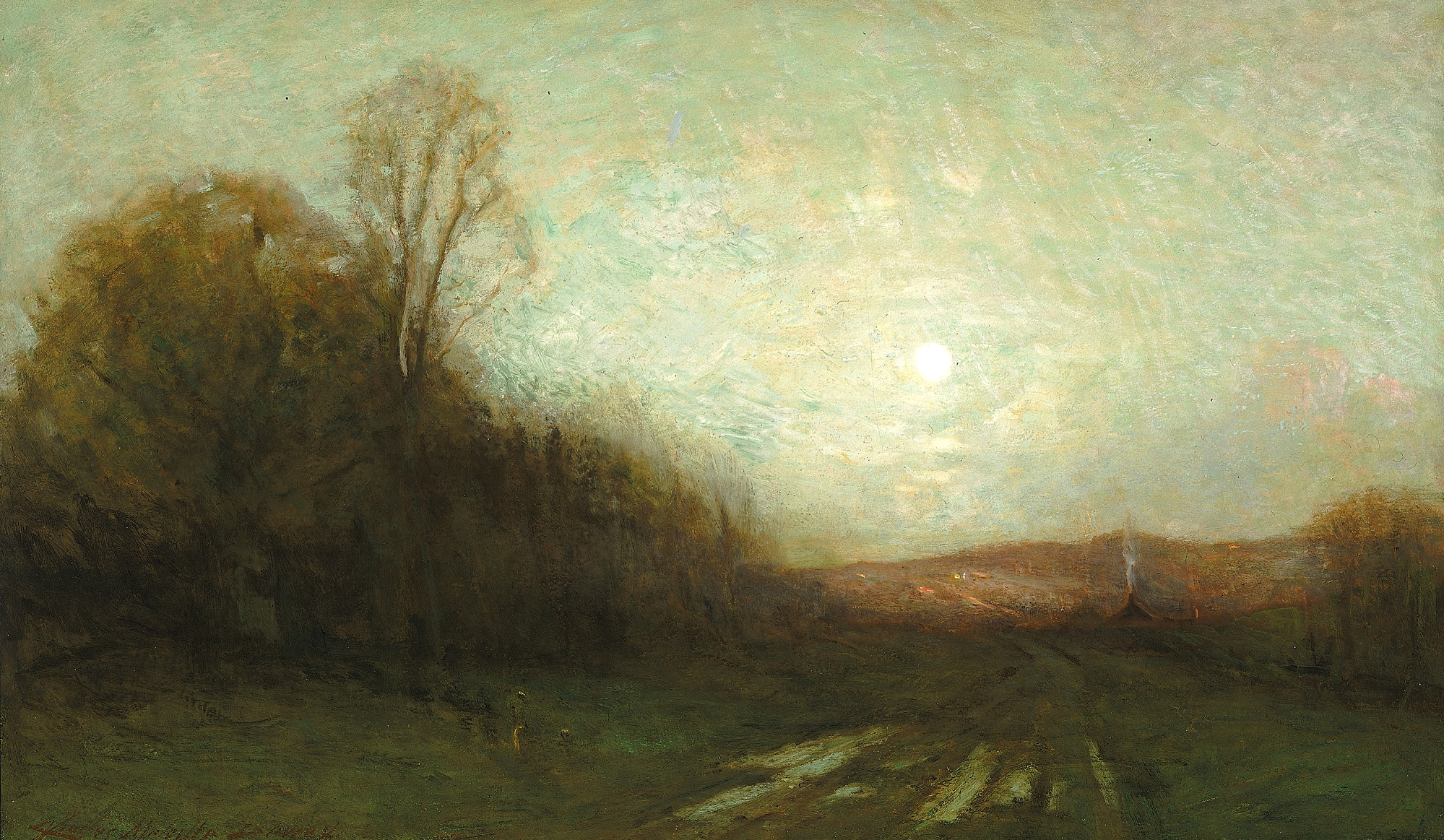
The Close of Day, sans date, Smithsonian American Art Museum
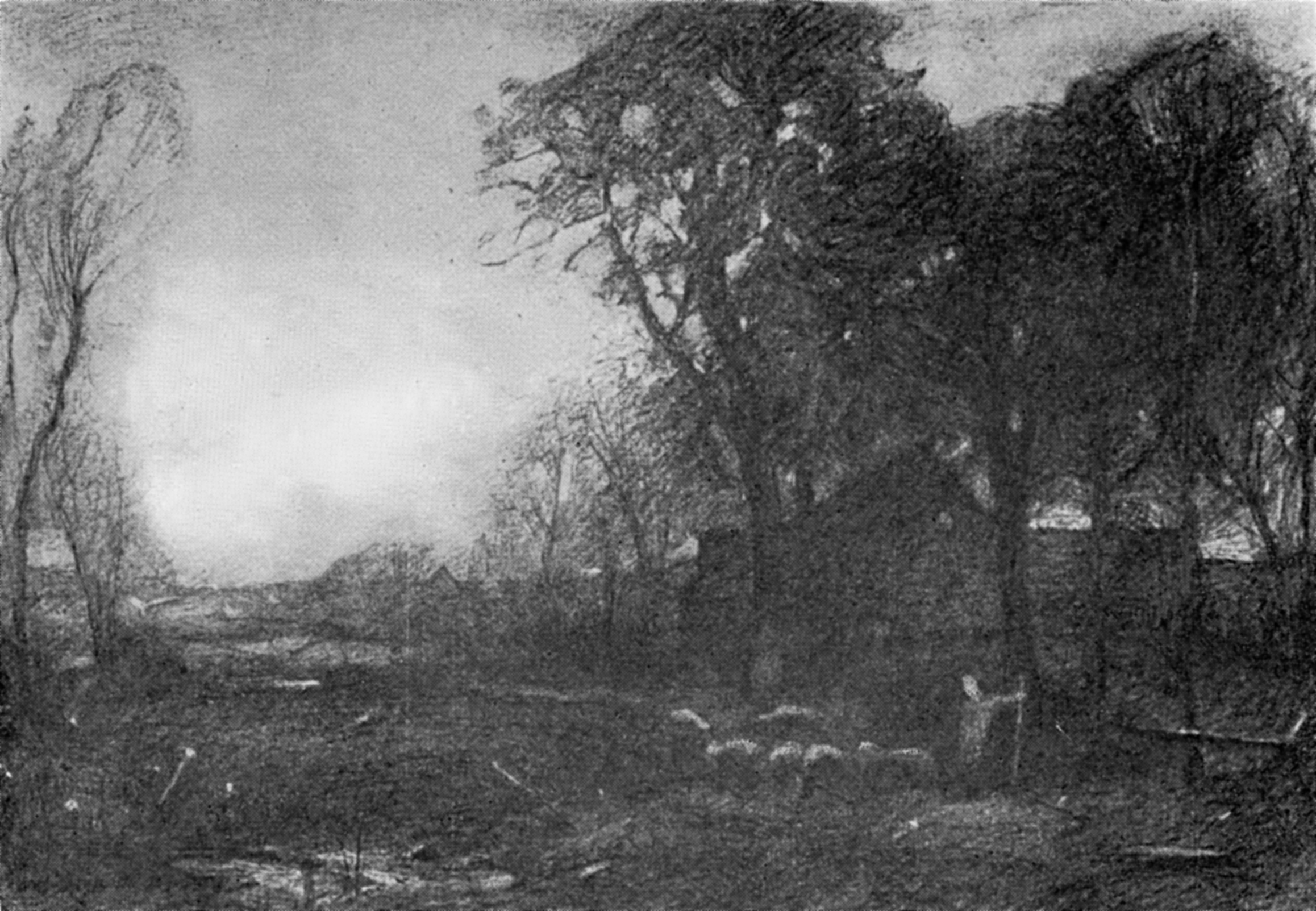
Sunshine and Shadow, sans date